# Don't Download This Song
«Don't Download This Song» (en español: «No descargues esta canción») es el primer sencillo del álbum Straight Outta Lynwood del comediante "Weird Al" Yankovic.
La canción habla sobre las consecuencias de utilizar programas de archivos compartidos para descargar MP3s, con referencias a la RIAA, Lars Ulrich y Tommy Chong, entre otras cosas.
A pesar del título, la canción puede descargarse gratuitamente desde la página MySpace de Yankovic y de otras páginas.

## Video
El video fue animado por Bill Plympton y se estrenó en Yahoo! Music el 22 de agosto de 2006. Representa la captura, juicio, apreso, ejecución, escape y quema de un chico que graba un CD virgen con música descargada ilegalmente. Pero al terminar, se ve que el chico sólo estaba imaginando qué le pasaría si grabara el CD, y entonces lo tira a la basura y vuelve a tocar la guitarra.